# Gerhard Porsche Museum

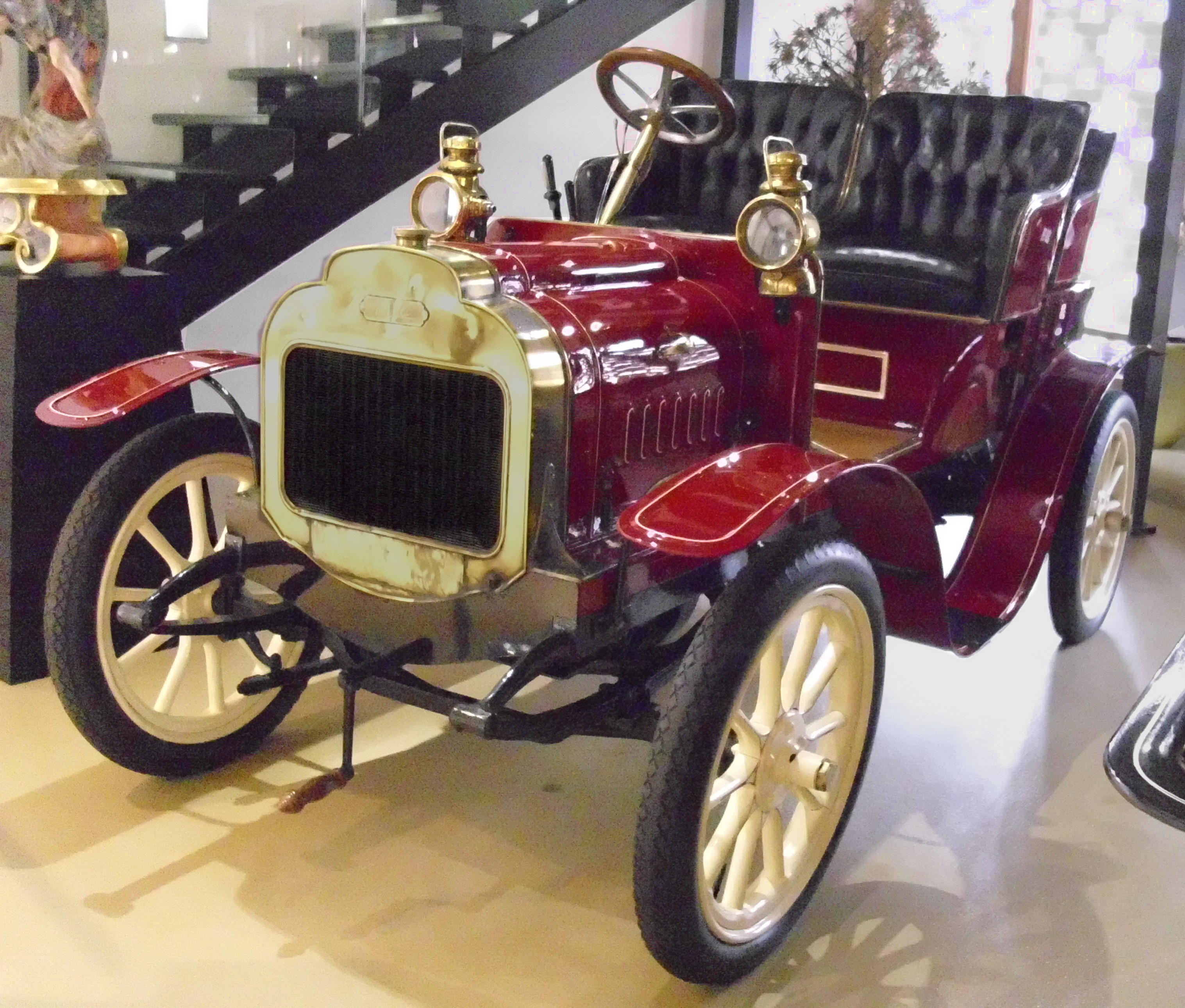
Orel 8 CV aus dem Jahr 1907

Das Gerhard Porsche Museum, ehemals Seppenbauer Automuseum, befindet sich am Marktplatz 6 in der Ortschaft St. Salvator in der Stadtgemeinde Friesach im Bezirk Sankt Veit an der Glan in Kärnten. Das Museum zeigt eine Automobil- und Oldtimer- sowie Landmaschinensammlung.

## Beschreibung
Die Ausstellung umfasst eine breite Palette an außergewöhnlichen Fahrzeugen, darunter Exemplare von Porsche, Rolls-Royce und Bentley, sowie Renn- und Sportwagen. Ein einzigartiges Modell des Porsche 904 gilt als Highlight. Weitere Exponate des Museums sind ein Red-Bull-Formel-1-Wagen, der die Erfolge des von Dietrich Mateschitz gegründeten Red Bull Racing Teams reflektiert, das sechs Jahre nach seiner Gründung 2010 sowohl die Konstrukteurs- als auch die Fahrer-Weltmeisterschaft gewann. Ein weiteres Highlight ist der originale Porsche 906, gefahren von dem österreichischen Rennfahrer Jochen Rindt, der beim Training zum Großen Preis von Italien in Monza 1970 tödlich verunglückte.
Neben Automobilen bietet das Museum auch eine Kollektion an Vespa-Motorrollern und Motorrädern sowie zahlreichen historische Traktoren. Ergänzt wird die Sammlung durch einen originalen Prototyp des letzten flugtauglichen Albatros D.III, der im Ersten Weltkrieg aufgrund seiner überlegenen Steig- und Manövrierfähigkeit eingesetzt wurde.
Das Museum ist in einer vom Architekturbüro Greisberger renovierten Scheune (Stadl) untergebracht und an das Hotel „Das Salvator“ angeschlossen. Die Sammlung wurde von Gerhard Porsche, einem ortsansässigen Landwirt, aufgebaut.